# Jérôme Pétion de Villeneuve

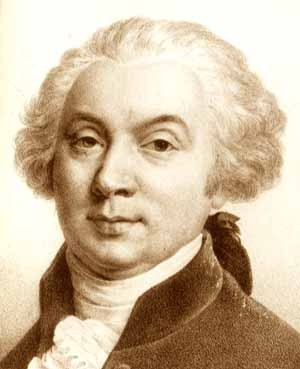
Jérôme Pétion de Villeneuve.

Jérome Pétion de Villeneuve, född den 3 januari 1756 i Chartres, död i juni 1794 nära Saint-Émilion, var en fransk revolutionspolitiker.
Pétion de Villeneuve var ursprungligen advokat. Som delegerad för tredje ståndet blev han 1789 medlem av nationalförsamlingen, där han spelade en framstående roll som en av ledarna för vänstern, blev 1791 mär i Paris efter Jean Sylvain Bailly och tillvann sig bland stadens befolkning en stor popularitet. När Pétion de Villeneuve suspenderades från sitt ämbete på grund av sin underlåtenhet att inskrida mot upploppet 20 juni 1792, förmådde Paris befolkning den lagstiftande församlingen att ingripa till förmån för honom. Han framträdde nu öppet som talesman för republikanska tänkesätt. År 1792 blev han medlem av konventet, närmade sig girondisterna, häktades den 2 juni 1793 men flydde och deltog i den federalistiska resningen. Efter dennas misslyckande begick Pétion de Villeneuve självmord.